# Frusen konflikt

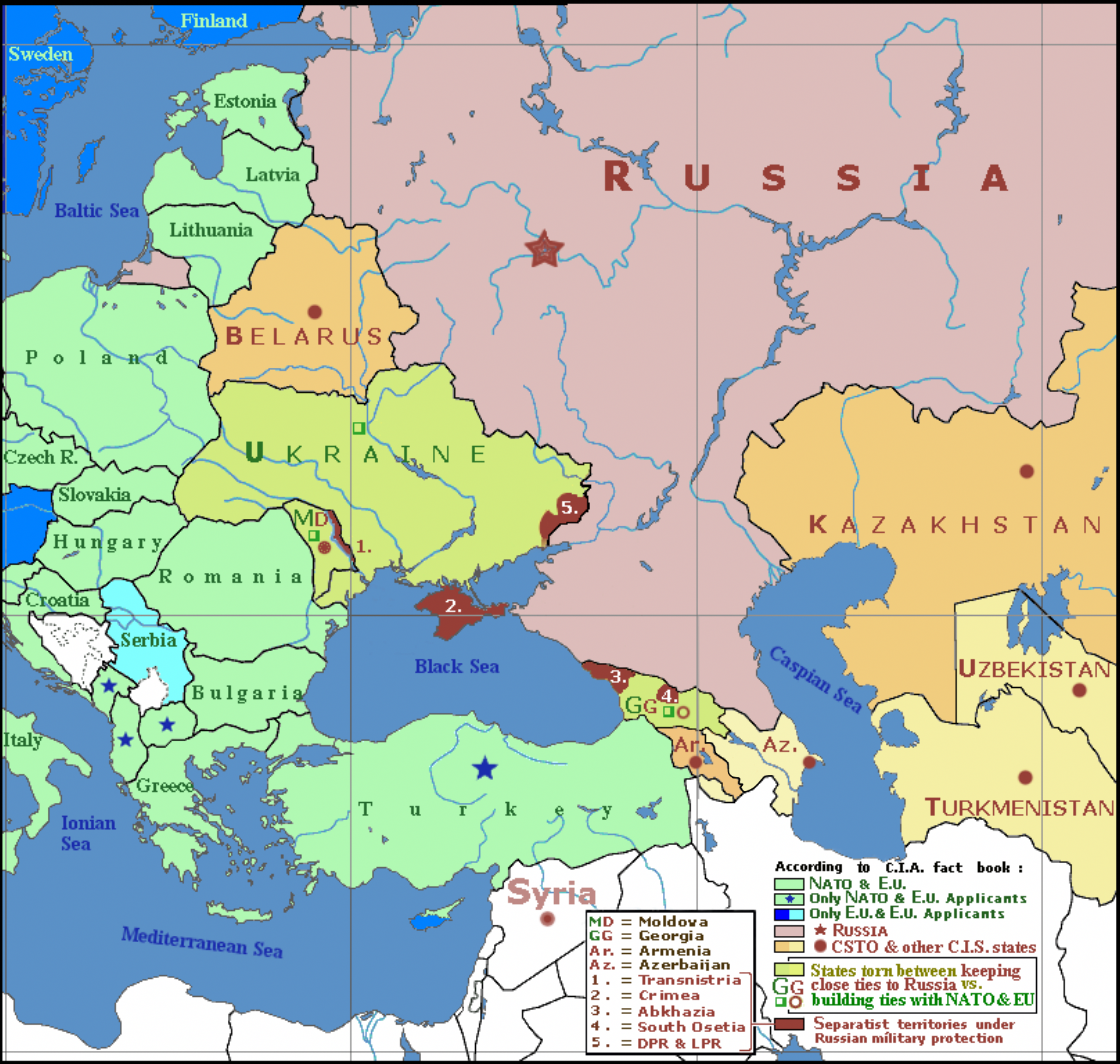
Östeuropa och Västasien ur ett geopolitiskt perspektiv, anno 2024. Kartan visar de frusna konfliktzonerna Transnistrien, Krim, Abchazien och Sydossetien (numrerade 1–4), liksom Norra Cypern (ljustonad region inuti Cypern) och Kosovo (beigefärgad region inuti Serbien). Israel och Palestinska territorierna syns också på kartan.

En frusen konflikt syftar, inom internationell politik, på ett läge när en öppen, väpnad konflikt avslutats utan att något fredsavtal eller liknande bilagt konflikten så att de båda parterna är någorlunda nöjda. I en sådan situation vaktar parterna på varandra, och en öppen konflikt kan när som helst åter ta fart. Det hela kännetecknas av osäkerhet och instabilitet.

## Historiska exempel
Begreppet har ofta använts som benämning för olika östeuropeiska konflikter efter Sovjetunionens upplösning. Det kan också användas för liknande permanentade strider om territorier.
Den de facto-situation som råder under en frusen konflikt kan ligga i linje med vad en av parterna hävdar är enligt gällande lagar. Exempelvis hävdar Ryska federationen att man 2014 helt lagenligt införlivat Krim med sitt territorium, trots att Ukraina (med flera länder) hävdar motsatsen. Även konflikten i östra Ukraina har sedan hösten 2014 utvecklats till något som liknar en frusen konflikt.
Alternativt kan de facto-stuationen ligga vid sidan av båda parternas officiella anspråk. Delningen av Korea (efter Koreakriget) är ett sådant exempel, där både Nordkorea och Sydkorea officiellt gör anspråk på hela halvön. Mellan de områden som de båda länderna kontrollerar finns dock i praktiken en väldefinierad gräns. Även Tyskland var under det kalla kriget föremål för en frusen konflikt, där DDR (stött av Warzawapakten) och Västtyskland (stött av Nato) etablerade stater på var sin sida om en strängt bevakad gränslinje, trots att meningen tidigare varit att Tyskland skulle fortsätta som en enad stat. Tysklands återförening kom att dröja till 1990 och till efter Berlinmurens fall.
Frusna konflikter resulterar ibland i stater som endast erkänns av ett fåtal andra länder. Ett exempel är Republiken Sydossetien, ett resultat av 2008 års krig i Georgien. Republiken Sydossetien erkänns endast av sju stater, varav tre själva har begränsat erkännande.